# Meirinhos
Meirinhos ist eine Gemeinde (Freguesia) im portugiesischen Kreis Mogadouro. In ihr leben 250 Einwohner (Stand 19. April 2021).